# Лисолај
Лисолај (мкд. Лисолај) је насеље у Северној Македонији, у јужном делу државе. Лисолај припада општини Битољ.

## Име
По предању, на овом месту харала је страшна куга, те становници нису никако могли да се од ње спасу. Свет је нагло умирао и како то није престајало почели су да напуштају село, па су тако временом сви отишли, водећи и стоку са собом. У селу је остао само један пас који је био лис и када су људи туда пролазили чуло би се само како пас лаје. Управо због тога место доби име Лисолај.

## Географија
Насеље Лисолај је смештено у јужном делу Северне Македоније. Од најближег већег града, Битоља, насеље је удаљено 16 km северно.
Лисолај се налази у западном делу Пелагоније, највеће висоравни Северне Македоније. Насељски атар је на југу равничарски, док се на северу издиже планина Древеник. Јужно од села тече речица Шемница. Надморска висина насеља је приближно 700 метара.
Клима у насељу је умереноконтинентална.

## Историја
У месту је радила српска народна школа 1867. године али је престала са радом. Обновљена је тек 1899. године, на основу русам наме (дозволе) коју је потписао битољски валија. Године 1900. ту је прослављена школска слава Св. Сава у цркви и школи. Служио је поп Димитрије, а беседио учитељ Ст. Ристић.
У атару тог села налазио се 1899. године српски православни манастир посвећен Св. арханђелу Гаврилу. То је била, по погрешном уверењу мештана Радославова задужбина.

## Становништво
По статистици Васила Кнчова, у селу је крајем 19. века имала 340 житеља, Словена хришћана, односно егзархиста. По Димитру Мишову, село је на почетку 20. века, пре 1903. имало 400 житеља, егзархиста.Македония. Етнография и Статистика, 238.
Лисолај је према последњем попису из 2021. године имао 163 становника.
| Национални састав према попису из 2021.‍ | Национални састав према попису из 2021.‍ | Национални састав према попису из 2021.‍ | Национални састав према попису из 2021.‍ | Национални састав према попису из 2021.‍ |
| --------------------------------------- | --------------------------------------- | --------------------------------------- | --------------------------------------- | --------------------------------------- |
|                                         |                                         |                                         |                                         |                                         |
| Македонци                               | Македонци                               |                                         | 153                                     | 93,9%                                   |

Већинска вероисповест био је православље.